# トーマス・ベアテルス
トーマス・ベアテルス（ドイツ語: Thomas Bertels、1986年11月5日 - ）は、西ドイツ・ゲセケ出身の元サッカー選手。ポジションはMF、DFであった。

## 経歴
2011/12シーズンに、2. ブンデスリーガのSCパーダーボルン07に移籍し、2年間の契約を結んだ。
2019年1月、現役を引退した。